# Kann denn Schwachsinn Sünde sein...?
Kann denn Schwachsinn Sünde sein…? ist ein Lied der österreichischen Pop-Rock-Band Erste Allgemeine Verunsicherung aus dem Jahr 1988.

## Entstehung und Veröffentlichung
Geschrieben und produziert wurde das Lied gemeinsam von den EAV-Mitgliedern, wobei die Komposition von allen Bandmitgliedern stammt, während der Text alleine von Thomas Spitzer verfasst wurde.
Die Erstveröffentlichung von Kann denn Schwachsinn Sünde sein…? erfolgte am 24. Oktober 1988 bei Electrola (Katalognummer: 198-7 91102 1), als Teil der gleichnamigen EAV-Kompilation. Am 1. November 1988 erschien das Lied als Singleauskopplung aus dem Album. Diese erschien als 7″-Single (Katalognummer: 1 33445 7) sowie als 12″-Single (Katalognummer: 1 33446 6) mit der B-Seite Die Braut und der Matrose. Darüber hinaus erschien eine CD-Maxi-Single, die um den sogenannten „Schwachsinns-Mix“ erweitert wurde (Katalognummer: 1 33447 2).

## Inhalt
Anlässlich des zehnjährigen Bestehens der Band verfasste Spitzer ein Medley, mit einigen neuen Textfragmenten. Die bereits bestehenden Lieder wurden von den EAV-Mitgliedern neu eingespielt und zeitgemäßer gestaltet. Der Text thematisiert den Werdegang der Band auf ironische Weise:

„10 Jahre gibt’s die EAV.

Warum? Das weiß man nicht genau.

Nur das eine, das ist klar:

schade war’s um jedes Jahr!“

## Chartplatzierungen
| ChartsChartplatzierungen | Höchstplatzierung | Wochen/ Monate |
| ------------------------ | ----------------- | -------------- |
| Deutschland (GfK)        | 25 (13 Wo.)       | 13 Wo.         |
| Österreich (Ö3)          | 10 (2 Mt.)        | 2 Mt.          |
| Schweiz (IFPI)           | 24 (5 Wo.)        | 5 Wo.          |